# Anneke Dijkstra
Pour les articles homonymes, voir Dijkstra.
Anneke Dijkstra, parfois prénommée simplement Anne, née le 21 mai 1997 à Drachten, est une coureuse cycliste professionnelle néerlandaise. Elle pratique également le patinage de vitesse.

## Biographie
Après ses années juniors, Anneke Dijkstra court pour le club amateur du Team Drenthe. Elle passe professionnelle lors de la saison 2022 au sein de l'équipe GT Krush. En parallèle, elle signe pour l'équipe de patinage de vitesse du Team OCRE-Haak.
En 2023, toujours au sein de la GT Krush, elle termine 7e au classement général de Gracia Orlová, course par étapes entre Pologne et République tchèque.
Pour la saison 2024 elle rejoint l'équipe VolkerWessels. 
À l'occasion du Samyn des Dames Anneke Dijkstra sort seule, puis est rejointe par un trio composé de Christina Schweinberger, Anniina Ahtosalo et Wilma Aintila. Aintila chute à treize kilomètres de l'arrivée sur les pavés humides, Karlijn Swinkels et Vittoria Guazzini reviennent sur la tête de course. Finalement Guazzini s'impose au sprint. Dijkstra termine, elle, à la 5e place. Le mois suivant, elle est à nouveau à l'avant sur le grand prix de l'Escaut. Après presque 70 kilomètres d'échappée solitaire, elle est reprise et la course est remportée par Lorena Wiebes.
Son bon début de saison lui permet de participer au Tour d'Espagne, son premier Grand Tour, qu'elle termine à la 33e position. 
En fin de saison, elle termine 6e du chrono des nations.
Lors de la saison 2025, elle s'illustre à nouveau sur le Samyn des Dames, en terminant 10e.

## Palmarès

### Par années
- 2025
  - Région Pays de la Loire Tour
  - 3e de la Pointe du Raz Ladies Classic

### Résultats sur les grands tours

#### Tour de France
1 participation
- 2025 : 103e

#### Tour d'Espagne
1 participation
- 2024 : 33e

### Classements mondiaux
| Année                                 | 2021  | 2022 | 2023 | 2024 |
| ------------------------------------- | ----- | ---- | ---- | ---- |
| Classement UCI                        | 1097e | 825e | 785e | 224e |
| UCI World Tour                        | nc    | 229e | 245e | 255e |
|                                       |       |      |      |      |
| Légende : nc = non classéSource : UCI |       |      |      |      |